# Poole Keynes
Poole Keynes – wieś i civil parish w Anglii, w Gloucestershire, w dystrykcie Cotswold. W 2011 roku civil parish liczyła 188 mieszkańców. Poole Keynes jest wspomniana w Domesday Book (1086) jako Pole.